# Aérodrome de Tiree
L'aérodrome de Tiree (en gaélique écossais : Port-adhair Thiriodh) (code IATA : TRE • code OACI : EGPU) est situé 3 km au nord au nord-est de Balemartine sur l'île de Tiree, dans les Hébrides intérieures, au large de la côte ouest de l'Écosse. Il est la propriété de Highlands and Isles Airports Limited.

## Situation

### Carte des aéroports d'Écosse
| Aberdeen Barra Benbecula Campbeltown Colonsay Dundee Eday Édimbourg Fair Isle Foula Glasgow Glasgow-Prestwick Inverness Islay Kirkwall North Ronaldsay Oban Papa Westray Sanday Stornoway Stronsay Sumburgh Tingwall Tiree Westray Wick |

### Carte des aéroports des Hébrides intérieures
| Colonsay Tiree Oban Coll Islay Campbeltown |

## Statistiques
Pour des raisons techniques, il est temporairement impossible d'afficher le graphique qui aurait dû être présenté ici.

Voir la requête brute et les sources sur Wikidata.

## Compagnies aériennes et destinations
| Compagnies             | Destinations |
| ---------------------- | ------------ |
| Hebridean Air Services | Coll, Oban   |
| Loganair               | Glasgow      |

Édité le 22/02/2020